# استفتاء استقلال مرتفعات قرة باغ 1991

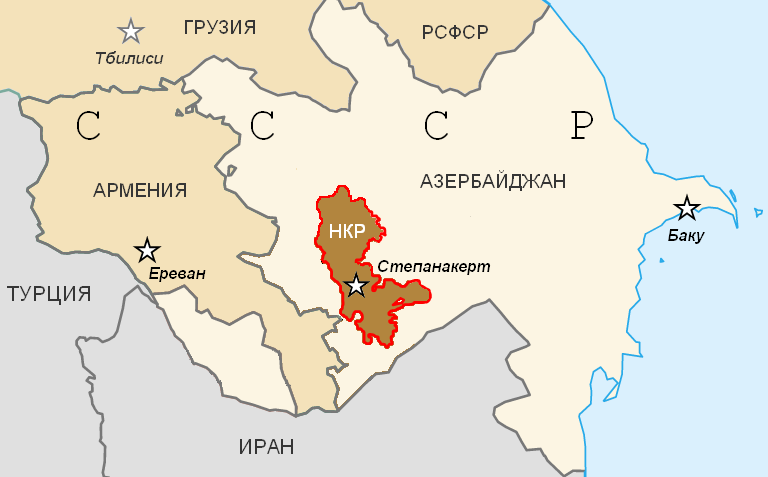
خريطة جمهورية ناغورنو كاراباخ (1991)

تم إجراء استفتاء الاستقلال في مرتفعات قرة باغ في 10 ديسمبر 1991. وافق عليه 99.98٪ من الناخبين. وقاطعه السكان الأذريون في المنطقة دون جدوى، والذين كانوا يشكلون 20٪ من سكانه.

## النتائج
| الخيارات                     | الأصوات | ٪     |
| ---------------------------- | ------- | ----- |
| مع                           | 108،615 | 99.98 |
| ضد                           | 24      | 0.02  |
| أصوات غير صالحة / فارغة      | 95      | -     |
| مجموع                        | 108.736 | 100   |
| الناخبون المسجلون / الاقبال  | 132،328 | 82.17 |
| المصدر: الديمقراطية المباشرة |         |       |